# Campeonato Ecuatoriano de Fútbol 1979
El Campeonato Ecuatoriano de Fútbol 1979, conocido oficialmente como «Campeonato Nacional de Fútbol 1979», fue la 21.ª edición del Campeonato nacional de fútbol profesional de la Serie A en Ecuador. El torneo fue organizado por la Federación Ecuatoriana de Fútbol. Por quinta vez hubo 2 descensos en 2 etapas.
Emelec se coronó campeón por quinta vez en su historia, este campeonato quedó marcado por polémicas entre Emelec y Universidad Católica. Dirigentes de Universidad Católica hicieron reclamos por sentirse afectados, dándole el título a Emelec y dejando a Universidad Católica como subcampeón.
Liga Deportiva Universitaria, jugó la segunda etapa en la Serie B del Campeonato de 1978 (año anterior).
En esta edición regresó el gran vigente Liga Deportiva Universitaria a la Serie A. El primer partido de reingreso de LDU a la Serie A por segunda vez en su historia, se lo jugó frente al América. Esta vez el resultado fue 1 a 0 en el Atahualpa, ocurrió el 30 de marzo de 1979.
También en esta edición estuvo marcada particularmente por el primer descenso del Club Deportivo El Nacional, que perdió la categoría luego de 15 años de permanencia y 15 años ininterrumpidos en la Serie A.
También en esta edición tuvo la particularidad de no contar con el Club Deportivo El Nacional, que jugó por primera vez en la Serie B, segunda división del fútbol ecuatoriano, tras haber primer y único su segundo descenso histórico, después de haber permanecido en la Serie A ininterrumpidamente desde 1964. En cambio, por primera vez en los últimos 15 años, El Nacional no participó en la máxima categoría.

## Sistema de juego
Se mantuvo el sistema del torneo anterior: 3 etapas; la primera entre 10 equipos, bajo la modalidad de sistema de todos contra todos; los 3 primeros fueron al hexagonal final con bonificación; los 2 últimos descendieron a la Serie B. En la segunda etapa clasificaron los otros 3 para jugar el hexagonal (tercera etapa). Los 2 peores bajaron de categoría.

## Primera etapa

### Relevo semestral de clubes
| Pos. | de la Segunda etapa de la Serie A                           |
| ---- | ----------------------------------------------------------- |
| 9º   | U. D. Valdez (No se presentó a jugar en la Serie B de 1979) |
| 10º  | Liga de Portoviejo                                          |

| Pos. | de la Segunda etapa de la Serie B |
| ---- | --------------------------------- |
| 1º   | América de Quito                  |
| 2º   | Liga de Quito                     |

### Datos de los clubes
| Equipo                | Ciudad    | Provincia                      |
| --------------------- | --------- | ------------------------------ |
| América de Quito      | Quito     | Bandera de Pichincha Pichincha |
| Barcelona             | Guayaquil | Guayas                         |
| Bonita Banana         | Machala   | El Oro                         |
| Deportivo Cuenca      | Cuenca    | Azuay                          |
| Deportivo Quito       | Quito     | Bandera de Pichincha Pichincha |
| El Nacional           | Quito     | Bandera de Pichincha Pichincha |
| Emelec                | Guayaquil | Guayas                         |
| Liga de Quito         | Quito     | Bandera de Pichincha Pichincha |
| Técnico Universitario | Ambato    | Tungurahua                     |
| Universidad Católica  | Quito     | Bandera de Pichincha Pichincha |

### Equipos por ubicación geográfica
| Provincia  | N.º | Equipos                                                                                   |
| ---------- | --- | ----------------------------------------------------------------------------------------- |
| Pichincha  | 5   | - América de Quito - Deportivo Quito - El Nacional - Liga de Quito - Universidad Católica |
| Guayas     | 2   | - Barcelona - Emelec                                                                      |
| Azuay      | 1   | - Deportivo Cuenca                                                                        |
| El Oro     | 1   | - Bonita Banana                                                                           |
| Tungurahua | 1   | - Técnico Universitario                                                                   |

| Bonita Banana Barcelona Emelec Universidad Católica Liga de Quito El Nacional Deportivo Quito América de Quito Deportivo Cuenca Técnico Universitario |

### Tabla de posiciones
|  |  |     | Equipo                | PJ | PG | PE | PP | GF | GC | DG  | PTS | PB |
|  |  | --- | --------------------- | -- | -- | -- | -- | -- | -- | --- | --- | -- |
|  |  | 1.  | Deportivo Cuenca      | 18 | 10 | 3  | 5  | 26 | 18 | +8  | 23  | 3  |
|  |  | 2.  | Liga de Quito         | 18 | 8  | 5  | 5  | 21 | 20 | +1  | 21  | 2  |
|  |  | 3.  | Universidad Católica  | 18 | 9  | 2  | 7  | 27 | 21 | +6  | 20  | 1  |
|  |  | 4.  | Deportivo Quito       | 18 | 6  | 8  | 4  | 25 | 24 | +1  | 20  |    |
|  |  | 5.  | Emelec                | 18 | 9  | 1  | 8  | 30 | 24 | +6  | 19  |    |
|  |  | 6.  | Técnico Universitario | 18 | 7  | 5  | 6  | 28 | 23 | +5  | 19  |    |
|  |  | 7.  | Barcelona             | 18 | 5  | 6  | 7  | 22 | 24 | -2  | 16  |    |
|  |  | 8.  | América de Quito      | 18 | 4  | 7  | 7  | 21 | 24 | -3  | 15  |    |
|  |  | 9.  | El Nacional           | 18 | 6  | 3  | 9  | 22 | 31 | -9  | 15  |    |
|  |  | 10. | Bonita Banana         | 18 | 4  | 4  | 10 | 9  | 22 | -13 | 12  |    |

PJ = Partidos jugados; PG = Partidos ganados; PE = Partidos empatados; PP = Partidos perdidos; GF = Goles a favor; GC = Goles en contra; DG = Diferencia de gol; PTS = Puntos; PB = Puntos de bonificación
|  | Clasificaron al Hexagonal final. |
|  | Descendieron a la Serie B.       |

### Partidos y resultados
| Fecha 1               | Fecha 1   | Fecha 1          |
| Equipo Local          | Resultado | Equipo Visitante |
| --------------------- | --------- | ---------------- |
| Liga de Quito         | 1 - 0     | América de Quito |
| Técnico Universitario | 3 - 1     | Emelec           |
| Barcelona             | 1 - 1     | Deportivo Quito  |
| Universidad Católica  | 2 - 1     | El Nacional      |
| Deportivo Cuenca      | 2 - 0     | Bonita Banana    |

| Fecha 2               | Fecha 2   | Fecha 2              |
| Equipo Local          | Resultado | Equipo Visitante     |
| --------------------- | --------- | -------------------- |
| Emelec                | 2 - 0     | Liga de Quito        |
| Deportivo Quito       | 0 - 0     | Deportivo Cuenca     |
| América de Quito      | 1 - 1     | Universidad Católica |
| Técnico Universitario | 1 - 0     | Barcelona            |
| El Nacional           | 1 - 0     | Bonita Banana        |

| Fecha 3              | Fecha 3   | Fecha 3               |
| Equipo Local         | Resultado | Equipo Visitante      |
| -------------------- | --------- | --------------------- |
| Bonita Banana        | 0 - 0     | Deportivo Quito       |
| Barcelona            | 2 - 0     | El Nacional           |
| América de Quito     | 1 - 0     | Emelec                |
| Deportivo Cuenca     | 2 - 0     | Liga de Quito         |
| Universidad Católica | 2 - 1     | Técnico Universitario |

| Fecha 4               | Fecha 4   | Fecha 4          |
| Equipo Local          | Resultado | Equipo Visitante |
| --------------------- | --------- | ---------------- |
| Técnico Universitario | 2 - 0     | América de Quito |
| Emelec                | 4 - 1     | Bonita Banana    |
| El Nacional           | 1 - 3     | Deportivo Cuenca |
| Liga de Quito         | 3 - 1     | Barcelona        |
| Universidad Católica  | 3 - 1     | Deportivo Quito  |

| Fecha 5          | Fecha 5   | Fecha 5               |
| Equipo Local     | Resultado | Equipo Visitante      |
| ---------------- | --------- | --------------------- |
| Barcelona        | 1 - 0     | Universidad Católica  |
| El Nacional      | 1 - 0     | América de Quito      |
| Deportivo Quito  | 1 - 0     | Técnico Universitario |
| Bonita Banana    | 1 - 0     | Liga de Quito         |
| Deportivo Cuenca | 3 - 0     | Emelec                |

| Fecha 6               | Fecha 6   | Fecha 6          |
| Equipo Local          | Resultado | Equipo Visitante |
| --------------------- | --------- | ---------------- |
| Universidad Católica  | 1 - 0     | Bonita Banana    |
| Emelec                | 1 - 2     | El Nacional      |
| Técnico Universitario | 2 - 0     | Deportivo Cuenca |
| América de Quito      | 0 - 0     | Barcelona        |
| Deportivo Quito       | 0 - 2     | Liga de Quito    |

| Fecha 7          | Fecha 7   | Fecha 7               |
| Equipo Local     | Resultado | Equipo Visitante      |
| ---------------- | --------- | --------------------- |
| Deportivo Quito  | 2 - 2     | El Nacional           |
| Barcelona        | 2 - 2     | Emelec                |
| Liga de Quito    | 1 - 1     | Técnico Universitario |
| Deportivo Cuenca | 2 - 0     | Universidad Católica  |
| Bonita Banana    | 1 - 0     | América de Quito      |

| Fecha 8               | Fecha 8   | Fecha 8          |
| Equipo Local          | Resultado | Equipo Visitante |
| --------------------- | --------- | ---------------- |
| Técnico Universitario | 2 - 1     | Bonita Banana    |
| Universidad Católica  | 2 - 1     | Emelec           |
| Barcelona             | 1 - 2     | Deportivo Cuenca |
| El Nacional           | 0 - 0     | Liga de Quito    |
| América de Quito      | 3 - 3     | Deportivo Quito  |

| Fecha 9          | Fecha 9   | Fecha 9               |
| Equipo Local     | Resultado | Equipo Visitante      |
| ---------------- | --------- | --------------------- |
| Emelec           | 2 - 0     | Deportivo Quito       |
| Deportivo Cuenca | 2 - 0     | América de Quito      |
| Liga de Quito    | 2 - 1     | Universidad Católica  |
| Bonita Banana    | 1 - 1     | Barcelona             |
| El Nacional      | 4 - 1     | Técnico Universitario |

| Fecha 10         | Fecha 10  | Fecha 10              |
| Equipo Local     | Resultado | Equipo Visitante      |
| ---------------- | --------- | --------------------- |
| Emelec           | 3 - 1     | Técnico Universitario |
| América de Quito | 2 - 2     | Liga de Quito         |
| Deportivo Quito  | 1 - 1     | Universidad Católica  |
| El Nacional      | 0 - 5     | Barcelona             |
| Bonita Banana    | 0 - 0     | Deportivo Cuenca      |

| Fecha 11         | Fecha 11  | Fecha 11              |
| Equipo Local     | Resultado | Equipo Visitante      |
| ---------------- | --------- | --------------------- |
| Barcelona        | 5 - 0     | Liga de Quito         |
| América de Quito | 2 - 2     | Técnico Universitario |
| Deportivo Quito  | 3 - 2     | Universidad Católica  |
| Deportivo Cuenca | 4 - 3     | El Nacional           |
| Bonita Banana    | 0 - 2     | Emelec                |

| Fecha 12              | Fecha 12  | Fecha 12             |
| Equipo Local          | Resultado | Equipo Visitante     |
| --------------------- | --------- | -------------------- |
| Deportivo Quito       | 3 - 0     | Bonita Banana        |
| El Nacional           | 2 - 0     | Barcelona            |
| Emelec                | 2 - 0     | América de Quito     |
| Liga de Quito         | 0 - 0     | Deportivo Cuenca     |
| Técnico Universitario | 3 - 2     | Universidad Católica |

| Fecha 13             | Fecha 13  | Fecha 13              |
| Equipo Local         | Resultado | Equipo Visitante      |
| -------------------- | --------- | --------------------- |
| Liga de Quito        | 3 - 1     | Emelec                |
| Deportivo Cuenca     | 0 - 1     | Deportivo Quito       |
| Universidad Católica | 0 - 0     | América de Quito      |
| Barcelona            | 1 - 0     | Técnico Universitario |
| Bonita Banana        | 1 - 0     | El Nacional           |

| Fecha 14              | Fecha 14  | Fecha 14         |
| Equipo Local          | Resultado | Equipo Visitante |
| --------------------- | --------- | ---------------- |
| Emelec                | 3 - 1     | Deportivo Cuenca |
| América de Quito      | 2 - 1     | El Nacional      |
| Liga de Quito         | 3 - 1     | Bonita Banana    |
| Universidad Católica  | 2 - 0     | Barcelona        |
| Técnico Universitario | 3 - 3     | Deportivo Quito  |

| Fecha 15         | Fecha 15  | Fecha 15              |
| Equipo Local     | Resultado | Equipo Visitante      |
| ---------------- | --------- | --------------------- |
| El Nacional      | 3 - 1     | Emelec                |
| Liga de Quito    | 1 - 2     | Deportivo Quito       |
| Deportivo Cuenca | 2 - 1     | Técnico Universitario |
| Bonita Banana    | 0 - 1     | Universidad Católica  |
| Barcelona        | 2 - 2     | América de Quito      |

| Fecha 16              | Fecha 16  | Fecha 16         |
| Equipo Local          | Resultado | Equipo Visitante |
| --------------------- | --------- | ---------------- |
| Técnico Universitario | 0 - 0     | Liga de Quito    |
| Universidad Católica  | 2 - 1     | Deportivo Cuenca |
| Emelec                | 2 - 0     | Barcelona        |
| El Nacional           | 1 - 1     | Deportivo Quito  |
| América de Quito      | 0 - 1     | Bonita Banana    |

| Fecha 17         | Fecha 17  | Fecha 17              |
| Equipo Local     | Resultado | Equipo Visitante      |
| ---------------- | --------- | --------------------- |
| Bonita Banana    | 0 - 0     | Técnico Universitario |
| Liga de Quito    | 1 - 0     | El Nacional           |
| Deportivo Cuenca | 2 - 0     | Barcelona             |
| Deportivo Quito  | 1 - 2     | América de Quito      |
| Emelec           | 2 - 0     | Universidad Católica  |

| Fecha 18              | Fecha 18  | Fecha 18         |
| Equipo Local          | Resultado | Equipo Visitante |
| --------------------- | --------- | ---------------- |
| América de Quito      | 4 - 0     | Deportivo Cuenca |
| Técnico Universitario | 5 - 0     | El Nacional      |
| Deportivo Quito       | 2 - 1     | Emelec           |
| Universidad Católica  | 1 - 2     | Liga de Quito    |
| Barcelona             | 2 - 1     | Bonita Banana    |

## Segunda etapa

### Relevo semestral de clubes
| Pos. | de la Primera etapa de la Serie A |
| ---- | --------------------------------- |
| 9º   | El Nacional                       |
| 10º  | Bonita Banana                     |

| Pos. | de la Primera etapa de la Serie B |
| ---- | --------------------------------- |
| 1º   | Manta Sport                       |
| 2º   | Aucas                             |

### Datos de los clubes
| Equipo                | Ciudad                                                | Provincia                      |
| --------------------- | ----------------------------------------------------- | ------------------------------ |
| América de Quito      | Quito                                                 | Bandera de Pichincha Pichincha |
| Aucas                 | Quito                                                 | Bandera de Pichincha Pichincha |
| Barcelona             | Guayaquil                                             | Guayas                         |
| Deportivo Cuenca      | Cuenca                                                | Azuay                          |
| Deportivo Quito       | Quito                                                 | Bandera de Pichincha Pichincha |
| Emelec                | Guayaquil                                             | Guayas                         |
| Liga de Quito         | Quito                                                 | Bandera de Pichincha Pichincha |
| Manta Sport           | [[Archivo:\|20x20px\|border\|Bandera de Manta]] Manta | Manabí                         |
| Técnico Universitario | Ambato                                                | Tungurahua                     |
| Universidad Católica  | Quito                                                 | Bandera de Pichincha Pichincha |

### Equipos por ubicación geográfica
| Provincia  | N.º | Equipos                                                                             |
| ---------- | --- | ----------------------------------------------------------------------------------- |
| Pichincha  | 5   | - América de Quito - Aucas - Deportivo Quito - Liga de Quito - Universidad Católica |
| Guayas     | 2   | - Barcelona - Emelec                                                                |
| Azuay      | 1   | - Deportivo Cuenca                                                                  |
| Manabí     | 1   | - Manta Sport                                                                       |
| Tungurahua | 1   | - Técnico Universitario                                                             |

| Manta Sport Barcelona Emelec Universidad Católica Liga de Quito Deportivo Quito Aucas América de Quito Deportivo Cuenca Técnico Universitario |

### Tabla de posiciones
|  |  |     | Equipo                | PJ | PG | PE | PP | GF | GC | DG  | PTS | PB |
|  |  | --- | --------------------- | -- | -- | -- | -- | -- | -- | --- | --- | -- |
|  |  | 1.  | Emelec                | 18 | 10 | 5  | 3  | 32 | 16 | +16 | 25  | 3  |
|  |  | 2.  | Técnico Universitario | 18 | 7  | 7  | 4  | 25 | 18 | +7  | 21  | 2  |
|  |  | 3.  | Manta Sport           | 18 | 7  | 6  | 5  | 20 | 21 | -1  | 20  | 1  |
|  |  | 4.  | América de Quito      | 18 | 7  | 5  | 6  | 23 | 19 | +4  | 19  |    |
|  |  | 5.  | Barcelona             | 18 | 8  | 3  | 7  | 27 | 24 | +3  | 19  |    |
|  |  | 6.  | Universidad Católica  | 18 | 6  | 6  | 6  | 26 | 25 | +1  | 18  |    |
|  |  | 7.  | Deportivo Cuenca      | 18 | 5  | 7  | 6  | 18 | 19 | -1  | 17  |    |
|  |  | 8.  | Liga de Quito         | 18 | 7  | 3  | 8  | 15 | 21 | -6  | 17  |    |
|  |  | 9.  | Aucas                 | 18 | 5  | 5  | 8  | 19 | 29 | -10 | 15  |    |
|  |  | 10. | Deportivo Quito       | 18 | 2  | 5  | 11 | 20 | 33 | -13 | 9   |    |

PJ = Partidos jugados; PG = Partidos ganados; PE = Partidos empatados; PP = Partidos perdidos; GF = Goles a favor; GC = Goles en contra; DG = Diferencia de gol; PTS = Puntos; PB = Puntos de bonificación
|  | Clasificaron al Hexagonal final. |
|  | Descendieron a la Serie B.       |

### Partidos y resultados
| Fecha 1               | Fecha 1   | Fecha 1          |
| Equipo Local          | Resultado | Equipo Visitante |
| --------------------- | --------- | ---------------- |
| Liga de Quito         | 1 - 1     | Aucas            |
| Universidad Católica  | 3 - 1     | América de Quito |
| Técnico Universitario | 4 - 2     | Barcelona        |
| Deportivo Cuenca      | 1 - 1     | Manta Sport      |
| Emelec                | 4 - 0     | Deportivo Quito  |

| Fecha 2               | Fecha 2   | Fecha 2              |
| Equipo Local          | Resultado | Equipo Visitante     |
| --------------------- | --------- | -------------------- |
| Técnico Universitario | 1 - 2     | Emelec               |
| Liga de Quito         | 2 - 0     | Universidad Católica |
| Barcelona             | 3 - 0     | Aucas                |
| Deportivo Quito       | 0 - 0     | Deportivo Cuenca     |
| América de Quito      | 4 - 0     | Manta Sport          |

| Fecha 3              | Fecha 3   | Fecha 3               |
| Equipo Local         | Resultado | Equipo Visitante      |
| -------------------- | --------- | --------------------- |
| Universidad Católica | 3 - 2     | Técnico Universitario |
| Liga de Quito        | 0 - 2     | Barcelona             |
| Deportivo Cuenca     | 3 - 0     | Aucas                 |
| Emelec               | 2 - 0     | América de Quito      |
| Manta Sport          | 0 - 0     | Deportivo Quito       |

| Fecha 4               | Fecha 4   | Fecha 4              |
| Equipo Local          | Resultado | Equipo Visitante     |
| --------------------- | --------- | -------------------- |
| América de Quito      | 0 - 0     | Deportivo Cuenca     |
| Deportivo Quito       | 2 - 3     | Universidad Católica |
| Barcelona             | 1 - 0     | Manta Sport          |
| Técnico Universitario | 1 - 0     | Liga de Quito        |
| Aucas                 | 2 - 1     | Emelec               |

| Fecha 5          | Fecha 5   | Fecha 5               |
| Equipo Local     | Resultado | Equipo Visitante      |
| ---------------- | --------- | --------------------- |
| Deportivo Quito  | 0 - 2     | Técnico Universitario |
| Deportivo Cuenca | 3 - 2     | Barcelona             |
| Manta Sport      | 3 - 1     | Aucas                 |
| Emelec           | 2 - 2     | Universidad Católica  |
| Liga de Quito    | 2 - 1     | América de Quito      |

| Fecha 6               | Fecha 6   | Fecha 6          |
| Equipo Local          | Resultado | Equipo Visitante |
| --------------------- | --------- | ---------------- |
| Técnico Universitario | 2 - 2     | Deportivo Cuenca |
| Barcelona             | 2 - 0     | América de Quito |
| Aucas                 | 2 - 1     | Deportivo Quito  |
| Universidad Católica  | 1 - 1     | Manta Sport      |
| Liga de Quito         | 2 - 1     | Emelec           |

| Fecha 7          | Fecha 7   | Fecha 7               |
| Equipo Local     | Resultado | Equipo Visitante      |
| ---------------- | --------- | --------------------- |
| Barcelona        | 0 - 1     | Emelec                |
| América de Quito | 3 - 1     | Deportivo Quito       |
| Manta Sport      | 1 - 0     | Liga de Quito         |
| Deportivo Cuenca | 1 - 0     | Universidad Católica  |
| Aucas            | 0 - 0     | Técnico Universitario |

| Fecha 8               | Fecha 8   | Fecha 8          |
| Equipo Local          | Resultado | Equipo Visitante |
| --------------------- | --------- | ---------------- |
| Técnico Universitario | 0 - 0     | Manta Sport      |
| Liga de Quito         | 0 - 0     | Deportivo Quito  |
| Emelec                | 2 - 0     | Deportivo Cuenca |
| Universidad Católica  | 2 - 2     | Barcelona        |
| América de Quito      | 1 - 2     | Aucas            |

| Fecha 9          | Fecha 9   | Fecha 9               |
| Equipo Local     | Resultado | Equipo Visitante      |
| ---------------- | --------- | --------------------- |
| Aucas            | 1 - 1     | Universidad Católica  |
| Deportivo Cuenca | 1 - 1     | Liga de Quito         |
| Manta Sport      | 2 - 2     | Emelec                |
| Barcelona        | 1 - 3     | Deportivo Quito       |
| América de Quito | 1 - 0     | Técnico Universitario |

| Fecha 10         | Fecha 10  | Fecha 10              |
| Equipo Local     | Resultado | Equipo Visitante      |
| ---------------- | --------- | --------------------- |
| Barcelona        | 1 - 1     | Técnico Universitario |
| América de Quito | 1 - 1     | Universidad Católica  |
| Manta Sport      | 3 - 0     | Deportivo Cuenca      |
| Aucas            | 2 - 1     | Liga de Quito         |
| Deportivo Quito  | 0 - 1     | Emelec                |

| Fecha 11             | Fecha 11  | Fecha 11              |
| Equipo Local         | Resultado | Equipo Visitante      |
| -------------------- | --------- | --------------------- |
| Universidad Católica | 4 - 3     | Deportivo Quito       |
| Deportivo Cuenca     | 0 - 0     | América de Quito      |
| Manta Sport          | 1 - 1     | Barcelona             |
| Liga de Quito        | 0 - 3     | Técnico Universitario |
| Emelec               | 3 - 0     | Aucas                 |

| Fecha 12              | Fecha 12  | Fecha 12             |
| Equipo Local          | Resultado | Equipo Visitante     |
| --------------------- | --------- | -------------------- |
| Aucas                 | 0 - 2     | Deportivo Cuenca     |
| Deportivo Quito       | 5 - 1     | Manta Sport          |
| Barcelona             | 2 - 1     | Liga de Quito        |
| América de Quito      | 3 - 1     | Emelec               |
| Técnico Universitario | 1 - 0     | Universidad Católica |

| Fecha 13             | Fecha 13  | Fecha 13              |
| Equipo Local         | Resultado | Equipo Visitante      |
| -------------------- | --------- | --------------------- |
| Deportivo Cuenca     | 3 - 0     | Deportivo Quito       |
| Emelec               | 1 - 1     | Técnico Universitario |
| Aucas                | 4 - 1     | Barcelona             |
| Universidad Católica | 0 - 1     | Liga de Quito         |
| Manta Sport          | 2 - 0     | América de Quito      |

| Fecha 14              | Fecha 14  | Fecha 14         |
| Equipo Local          | Resultado | Equipo Visitante |
| --------------------- | --------- | ---------------- |
| América de Quito      | 3 - 0     | Liga de Quito    |
| Barcelona             | 2 - 0     | Deportivo Cuenca |
| Técnico Universitario | 4 - 3     | Deportivo Quito  |
| Universidad Católica  | 1 - 1     | Emelec           |
| Aucas                 | 1 - 2     | Manta Sport      |

| Fecha 15         | Fecha 15  | Fecha 15              |
| Equipo Local     | Resultado | Equipo Visitante      |
| ---------------- | --------- | --------------------- |
| Deportivo Cuenca | 0 - 1     | Técnico Universitario |
| Manta Sport      | 2 - 1     | Universidad Católica  |
| América de Quito | 3 - 2     | Barcelona             |
| Emelec           | 3 - 0     | Liga de Quito         |
| Deportivo Quito  | 2 - 2     | Aucas                 |

| Fecha 16              | Fecha 16  | Fecha 16         |
| Equipo Local          | Resultado | Equipo Visitante |
| --------------------- | --------- | ---------------- |
| Liga de Quito         | 1 - 0     | Manta Sport      |
| Universidad Católica  | 2 - 0     | Deportivo Cuenca |
| Deportivo Quito       | 0 - 0     | América de Quito |
| Emelec                | 1 - 0     | Barcelona        |
| Técnico Universitario | 1 - 1     | Aucas            |

| Fecha 17         | Fecha 17  | Fecha 17              |
| Equipo Local     | Resultado | Equipo Visitante      |
| ---------------- | --------- | --------------------- |
| Manta Sport      | 1 - 0     | Técnico Universitario |
| Aucas            | 0 - 1     | América de Quito      |
| Deportivo Quito  | 0 - 2     | Liga de Quito         |
| Barcelona        | 2 - 0     | Universidad Católica  |
| Deportivo Cuenca | 2 - 2     | Emelec                |

| Fecha 18              | Fecha 18  | Fecha 18         |
| Equipo Local          | Resultado | Equipo Visitante |
| --------------------- | --------- | ---------------- |
| Universidad Católica  | 2 - 0     | Aucas            |
| Emelec                | 2 - 0     | Manta Sport      |
| Liga de Quito         | 1 - 0     | Deportivo Cuenca |
| Técnico Universitario | 1 - 1     | América de Quito |
| Deportivo Quito       | 0 - 1     | Barcelona        |

## Hexagonal final

### Tabla de posiciones
|      |  |    | Equipo                | PJ | PG | PE | PP | GF | GC | DG | PT | PH | PB |
| ---- |  | -- | --------------------- | -- | -- | -- | -- | -- | -- | -- | -- | -- | -- |
| (C)  |  | 1. | Emelec                | 10 | 5  | 4  | 1  | 16 | 10 | +6 | 17 | 14 | 3  |
| (SC) |  | 2. | Universidad Católica  | 10 | 7  | 1  | 2  | 12 | 6  | +6 | 16 | 15 | 1  |
|      |  | 3. | Manta Sport           | 10 | 3  | 4  | 3  | 11 | 8  | +3 | 11 | 10 | 1  |
|      |  | 4. | Técnico Universitario | 10 | 3  | 2  | 5  | 13 | 16 | -3 | 10 | 8  | 2  |
|      |  | 5. | Liga de Quito         | 10 | 3  | 2  | 5  | 13 | 17 | -4 | 10 | 8  | 2  |
|      |  | 6. | Deportivo Cuenca      | 10 | 1  | 3  | 6  | 8  | 16 | -8 | 8  | 5  | 3  |

PJ = Partidos jugados; PG = Partidos ganados; PE = Partidos empatados; PP = Partidos perdidos; GF = Goles a favor; GC = Goles en contra; DG = Diferencia de gol; PT = Puntos totales; PH = Puntos hexagonal; PB = Puntos de bonificación
| (C)  | Campeón, clasificó a la Copa Libertadores 1980.    |
| (SC) | Subcampeón, clasificó a la Copa Libertadores 1980. |

### Partidos y resultados
| Fecha 1               | Fecha 1   | Fecha 1          |
| Equipo Local          | Resultado | Equipo Visitante |
| --------------------- | --------- | ---------------- |
| Técnico Universitario | 1 - 0     | Liga de Quito    |
| Manta Sport           | 0 - 0     | Deportivo Cuenca |
| Universidad Católica  | 1 - 0     | Emelec           |

| Fecha 2              | Fecha 2   | Fecha 2               |
| Equipo Local         | Resultado | Equipo Visitante      |
| -------------------- | --------- | --------------------- |
| Emelec               | 3 - 1     | Liga de Quito         |
| Deportivo Cuenca     | 2 - 1     | Técnico Universitario |
| Universidad Católica | 1 - 0     | Manta Sport           |

| Fecha 3               | Fecha 3   | Fecha 3              |
| Equipo Local          | Resultado | Equipo Visitante     |
| --------------------- | --------- | -------------------- |
| Deportivo Cuenca      | 0 - 1     | Universidad Católica |
| Liga de Quito         | 3 - 2     | Manta Sport          |
| Técnico Universitario | 1 - 1     | Emelec               |

| Fecha 4               | Fecha 4   | Fecha 4              |
| Equipo Local          | Resultado | Equipo Visitante     |
| --------------------- | --------- | -------------------- |
| Emelec                | 2 - 0     | Deportivo Cuenca     |
| Liga de Quito         | 0 - 1     | Universidad Católica |
| Técnico Universitario | 1 - 0     | Manta Sport          |

| Fecha 5              | Fecha 5   | Fecha 5               |
| Equipo Local         | Resultado | Equipo Visitante      |
| -------------------- | --------- | --------------------- |
| Universidad Católica | 0 - 1     | Técnico Universitario |
| Liga de Quito        | 4 - 3     | Deportivo Cuenca      |
| Manta Sport          | 0 - 2     | Emelec (C)            |

| Fecha 6          | Fecha 6   | Fecha 6               |
| Equipo Local     | Resultado | Equipo Visitante      |
| ---------------- | --------- | --------------------- |
| Deportivo Cuenca | 0 - 2     | Manta Sport           |
| Liga de Quito    | 2 - 1     | Técnico Universitario |
| Emelec           | 3 - 2     | Universidad Católica  |

| Fecha 7               | Fecha 7   | Fecha 7              |
| Equipo Local          | Resultado | Equipo Visitante     |
| --------------------- | --------- | -------------------- |
| Liga de Quito         | 2 - 2     | Emelec               |
| Manta Sport           | 0 - 0     | Universidad Católica |
| Técnico Universitario | 4 - 2     | Deportivo Cuenca     |

| Fecha 8              | Fecha 8   | Fecha 8               |
| Equipo Local         | Resultado | Equipo Visitante      |
| -------------------- | --------- | --------------------- |
| Universidad Católica | 2 - 1     | Deportivo Cuenca      |
| Emelec               | 3 - 2     | Técnico Universitario |
| Manta Sport          | 2 - 0     | Liga de Quito         |

| Fecha 9              | Fecha 9   | Fecha 9               |
| Equipo Local         | Resultado | Equipo Visitante      |
| -------------------- | --------- | --------------------- |
| Deportivo Cuenca     | 0 - 0     | Emelec                |
| Universidad Católica | 2 - 1     | Liga de Quito         |
| Manta Sport          | 3 - 1     | Técnico Universitario |

| Fecha 10              | Fecha 10  | Fecha 10             |
| Equipo Local          | Resultado | Equipo Visitante     |
| --------------------- | --------- | -------------------- |
| Deportivo Cuenca      | 0 - 0     | Liga de Quito        |
| Técnico Universitario | 0 - 2     | Universidad Católica |
| Emelec                | 1 - 1     | Manta Sport          |

### Campeón
|                                      |
|                                      |
| Campeón Club Sport Emelec 5.º título |

## Goleadores
| Jugador              | Equipo           | Goles |
| -------------------- | ---------------- | ----- |
| Carlos Horacio Miori | Emelec           | 26    |
| Wálter Bares         | Deportivo Cuenca | 24    |
| Juan Carlos Britos   | Aucas            | 21    |